# توم كارنغي
توم كارنغي (بالإنجليزية: Tom Carnegie)‏ هو مذيع ‏ أمريكي، ولد في 25 سبتمبر 1919 في نوروولك في الولايات المتحدة، وتوفي في 11 فبراير 2011 في زيونسفيل في الولايات المتحدة.

## وصلات خارجية
- توم كارنغي على موقع IMDb (الإنجليزية)